# Alexander Zippelius
Alexander Zippelius ( 1797 - † 31 de diciembre de 1828, Timor) fue un botánico, jardinero neerlandés.
Desde 1823, trabajó como asistente curador en los jardines botánicos de Buitenzorg, y en 1827 se unió a la  Natuurkundige Commissie (Comisión de Ciencias Naturales).
Recolectó especímenes en Molucas, sudoeste de Nueva Guinea y Timor. Murió allí en 1828.

## Honores

### Eponimia
Géneros
- (Piperaceae) Zippelia Blume[4]

- (Rafflesiaceae) Zippelia Rchb. ex Endl.[5]

Especies
- (Adiantaceae) Pellaea zippelii (Miq.) Baker[6]

- (Aquifoliaceae) Ilex zippeliana T.R.Dudley[7]

- (Araceae) Epipremnopsis zippeliana Alderw.[8]

- (Araceae) Amydrium zippelianum (Schott) Nicolson[9]

- (Araliaceae) Polyscias zippeliana Valeton[10]

- (Convolvulaceae) Erycibe zippelii Hoogland[11]

- (Dryopteridaceae) Aspidium zippelianum C.Chr.[12]

- (Dryopteridaceae) Dryopteris zippelii Rosenst.[13]

- (Euphorbiaceae) Antidesma zippelii Airy Shaw[14]

- (Euphorbiaceae) Phyllanthus zippelianus Müll.Arg.[15]

- (Gesneriaceae) Cyrtandra zippelii C.B.Clarke[16]

- (Myrtaceae) Eugenia zippeliana Koord. & Valeton[17]

- (Oleaceae) Myxopyrum zippelii A.W.Hill[18]

- (Orchidaceae) Crepidium zippelii (J.J.Sm.) Szlach.[19]

- (Polypodiaceae) Colysis zippelii J.Sm.[20]

- (Pteridaceae) Pteris zippelii (Miq.) M.Kato & K.U.Kramer[21]

- (Rafflesiaceae) Mycetanthe zippelii Hochr.[22]

- (Rubiaceae) Aidia zippeliana (Scheff.) Ridsdale[23]

- (Rubiaceae) Pachystylus zippelianus (Miq.) Bremek.[24]

- (Rutaceae) Glycosmis zippelii B.C.Stone[25]

- (Sapindaceae) Elattostachys zippeliana Radlk.[26]

- (Sapotaceae) Sideroxylon zippelianum Pierre ex Boerl.[27]

- (Sterculiaceae) Clompanus zippelii Kuntze[28]

- (Thymelaeaceae) Enkleia zippeliana Hallier f.[29]

- (Violaceae) Ionidium zippelii Oudem.[30]

- La abreviatura «Zipp.» se emplea para indicar a Alexander Zippelius como autoridad en la descripción y clasificación científica de los vegetales.[31]